# Storm Hawks
Storm Hawks é um desenho animado estadunidense-canadense criado por Asafe "Ace" Fipke e feito por Nerd Corps Entertainment, YTV Productions e Cartoon Network Studios em conjunto com Cartoon Network e a YTV. Ele estreou no Cartoon Network em 25 de maio de 2007 e na YTV em setembro do mesmo ano. No Brasil estava sendo exibido pela Rede Record no período da tarde, dentro do Record Kids. Em Portugal, foi exibido pelo Canal Panda e mais tarde pelo Panda Biggs.

## Enredo
O desenho conta a história de 6 guerreiros que tem de proteger um planeta chamado Atmos das forças do mal dos Cyclonianos. Storm Hawks é fixado em um mundo fictício chamado Atmos, um mundo em grande parte montanhoso, constituído por massas dispersas conhecidas como Terras. Por causa da geografia, a viagem é em grande parte dependente de voo. A tecnologia de Atmos gira em torno da energia gerada por cristais, utilizados para alimentar vários dispositivos da série, como armas, veículos e as próprias naves. Patrulhando os céus do Atmos, os Cavaleiros Celestes são grupos de guerreiros que pilotam motocicletas como veículos chamados semi Skimmers que podem transformar-se em máquinas voadoras. Estes guerreiros são vagamente dirigidos pelo Conselho Celeste.
Nos bastidores da série, uma governante maligna chamada Mestra Cyclones e os seus servos, os Cyclonianos, ameaçam todo o Atmos. Os Storm Hawks originais levam os Cavaleiros Celestes em uma guerra contra eles, mas foram traídos e derrotados por um dos seus membros, o Ás das Trevas. Anos mais tarde, os principais personagens da série tropeçam em cima dos destroços do Storm Hawks, a Condor, e assumem oficialmente o nome de Storm Hawks, na esperança de se tornarem Caveleiros Celestes, apesar de não terem idade suficiente para fazer o mesmo, já que possuem apenas 14 anos.
Isto muda quando eles entram em conflito com uma nova Mestre Cycloniana, neta de uma anterior. Entre seus seguidores estão o Ás das Trevas, o homem que traiu os Storm Hawks originais e agora serve Cyclonis como seu braço direito; Snipe, uma mace-wielding homem forte, com uma predileção por esmagamento de coisas e a irmã de Snipe, Ravess, uma arqueira que sempre carrega seu violino e capangas para as batalhas, sempre tocando a música tema do desenho. Ao gerenciar a folha de plano de Cyclonis, eles são reconhecidos por outros (mas não pelo Conselho Celeste) como um esquadrão de Cavaleiros Celestes.

## Esquadrões

### Cavaleiros Celestes
Os Storm Hawks são um esquadrão composto por seis membros.
- Aerrow

É o líder dos Storm Hawks e Cavaleiro Celeste da esquadra. Aerrow é genial, corajoso, maduro, bem-humorado, com um tufo de cabelos vermelhos despenteados e olhos verde esmeralda. Apesar de sua juventude, ele é um dos Cavaleiros Celestes mais talentosas de todo Atmos. Ele é um descendente do líder dos Storm Hawks originais. Para o combate, Aerrow usa um par de lâminas de raios duplos, cada um alimentado por um raro cristal azul. As duas lâminas podem ser juntadas para formar uma espada de duas pás. Aerrow da assinatura de ataque com suas lâminas, é a sua manobra Lightning Claw, uma técnica que dispara um pulso de energia relâmpago à frente dele, precedido por um par de asas que se estende desde as lâminas que a constituem para o pulso. Diferentemente da maioria dos personagens, que utilizam um paraquedas na hora de saltar de seus veículos, Aerrow possui um asa-delta, permitindo-lhe continuar a lutar, apesar da perda de seu veículo, ou voltar a ele, caso eles sejam separados em combate. Sua ousadia e confiança em si mesmo são regularmente demonstrados, como no episódio piloto, quando ele mergulha com sucesso de seu Skimmer e derrota vários Talons que o perseguiam, embora ele nunca havia realizado o ataque antes e tenha alegado ter visto isso em um desenho animado. Seu principal rival é Dark Ace.
- Piper

Encarregada de táticas de ataque, de navegação e da observação e criação de novos cristais, Piper tem uma excelente capacidade de combate, e sabe quase tudo sobre o Atmos e seus habitantes. Ela tem o cabelo azul espetado e olhos laranja. É a única personagem, até agora, a enfrentar a Mestra Cyclonis sozinha e sair triunfante através de suas próprias habilidades. Ela é muito teimosa, muitas vezes, para desgosto de seus colegas de equipe, e fala livremente o que vem em sua mente. Aerrow é seu Cavaleiro Celeste favorito, seguido por Starling (como mencionado no episódio piloto). Ao contrário de seus amigos, que usam Skimmers como veículos, Piper usa um Heliscooter, construído para economizar combustível. Ao contrário dos Skimmers, o Heliscooter de Piper tem apenas um reforço, tornando-o mais lento. Além disso, é muito menor e não tem proteção com armadura. É, no entanto, muito mais manobrável.
- Finn

É egoísta, hiperativo, egocêntrico, infantil e muito brincalhão. Apesar das falhas de Finn, ele muita das vezes se mostra um guerreiro capaz, quando a situação pede por isso. Impulsivo e imprudente, Finn é quase sempre o primeiro a entrar em apuros, geralmente arrastando seu melhor amigo, Junko, com ele. O slogan de Finn é "chica-cha", acompanhado por ele apontando os dedos como pistolas, que ele faz sempre que realiza (ou acredita que tenha feito) algo. As paixões de Finn são o surf, o rock, a guitarra (que ele toca muito mal), e flertar com meninas. É um atirador, de cabelos loiros espetados e olhos azuis. No combate, Finn usa uma besta de energia para o ataque de longo alcance. A arma foi modificada extensivamente, incluindo uma visão telescópica e um auto-reloader. A ponta de sua arma tem uma cabeça de Wallop vagamente desenhada sobre ela. As munições de Finn são formadas por cristais de ponta. Ao defender a Condor, Finn opera um dos canhões de energia, que ele pode apontar com precisão mortal.
- Junko

Grande, embora suave e de boa índole, Junko é membro de uma espécie conhecida como Wallops. Ele tem cabelos verdes e olhos cinzentos e sua aparência é semelhante ao de um rinoceronte marrom antropomorfizado. Como o músculo dos Storm Hawks, ele possui força sobre-humana que é muito maior pelo uso de suas armas preferidas, o Knuckle Busters. Engenheiro de voo e especialista em balística pesada (em suma, mecânico), Junko é também hipermétrope, e necessita de óculos para ler, como visto em "A Tempestade Adverte". Junko literalmente recolhe lixo aleatório, mantendo variadas peças de reposição em seu armário. Um dos traços mais visíveis de Junko é o seu estômago de ferro fundido, que lhe permite comer quase qualquer coisa, inclusive a cozinha letal do coronel. Junko aparentemente é alérgico a Murk Raiders e Sky Sharks, e espirra violentamente quando um dos dois está na área. Seus espirros são poderosos o suficiente para lançar para longe qualquer inimigo que se aproximar e até mesmo seus amigos. Junko vem da Terra Wallop.
- Radarr

Amigo e co-piloto de Aerrow, Radarr odeia ser chamado de animal de estimação. Radarr tem pele azul e olhos amarelos. Costuma tirar Aerrow de muitas enrascadas. Ele está com Aerrow desde que ele era muito jovem, mas sua idade exata é desconhecida. Radarr é suficientemente inteligente para compreender os outros e também muito perspicaz, muitas das vezes identificando nas pessoas suas más intenções, antes de mais ninguém. Faltando-lhe a capacidade de usar a linguagem humana, comunica-se através de uma variedade de silvos e rugidos. Radarr geralmente é visto sentado no ombro de Aerrow ou pilotando a Skimmer de Aerrow durante as missões. Radarr também é capaz de fazer reparos básicos na Skimmer durante o voo. Durante o "Escape", Radarr remonta uma velha Skimmer destruída, ainda que eventualmente caiam os pedaços durante o voo mediante o desgaste da moto.
- Stork

Um piloto estranho, mas talentoso. Em seu tempo livre, Stork é normalmente encontrado inventando dispositivos de vigilância, muitos deles bizarros e antigadgets de morte. Alguns são úteis, como a peepers telescópica que permite ver através de objetos sólidos (Stork o projetou para detectar os tumores cerebrais). Outros são um tanto esquisitos, como o dispositivo antiqueda de meteoro que ele desenhou para deck diária. Ele é o piloto da Condor, e aparentemente, o mais paranoico de todos os Storm Hawks e teme por tudo o que poderia prejudicar a ele e seu esquadrão.
- Starling

Starling foi a amazona celeste de seu esquadrão e uma dos interceptores da Terra Deep até que em uma batalha trágica os derrubou. Agora é uma loba solitária. "Amigos? Não preciso", repete sempre. Mas isso é porque profundamente abaixo dela não pode carregar o pensamento de perde-los outra vez. Starling foi considerada uma Storm Hawk de meio expediente no episódio 21 da série e aparece de vez em quando no desenho para ajudar. Às vezes ela aparece apenas no momento direto com um fragmento de informação crucial, ou para ajudar em um duelo particular terrível. Starling aprendeu ser uma mestra dos disfarces, capaz de infiltrar-se em vínculos, mesmo os mais poderosos. É a segunda mulher dos Storm Hawks, embora não seja parte integrante do time.

### Cyclonianos
Os Cyclonianos são os principais vilões da série. Sua base principal está localizada em Cyclonia, embora seu império anexou várias outras terras por vários motivos. O império Cycloniano é governado pela Mestra Cyclonis, que procura o domínio sobre todo o Atmos.
- Mestra Cyclonis

É a líder diabólica de Cyclonia. De acordo com Asaph Fipke, Cyclonis é descendente de uma longa linhagem de imperadores e imperatrizes do mal e tornou-se governadora com apenas 14 anos em virtude de um trágico incidente ocorrido com seu pai. Uma megalomaníaca paranoica com tendências sociopatas e narcisistas, ela é a principal antagonista da série (apesar de aparecer muito pouco nos episódios). Possui uma inteligência admirável e tem vasta experiência com dispositivos do Juízo Final (cristais, neste caso). Ela usa um capuz, que desenrola em uma juba, um manto, que ela tira durante a batalha, e uma capa, que ela usa debaixo do manto. Cyclonis considera Piper como sendo o membro mais forte dos Storm Hawks, devido à sua experiência com cristais e habilidades de luta. Apesar de todas as suas tendências malignas, Mestra Cyclonis pode ter um lado mais suave suprimido dentro de si, potencialmente relacionado ao seu relacionamento com os pais falecidos.
- Dark Ace

Era um ex-membro dos Storm Hawks originais (que servia como um co-piloto para o líder do esquadrão original), até que ele os traiu. Ele está em seus vinte e tantos anos de idade e é um piloto temido em todo o Atmos, diz-se invicto e é descrito como sendo a pessoa que mais derrotou os Cavaleiros Celestes originais. Ele formou uma rivalidade com Aerrow após o episódio piloto, e os dois são geralmente equilibradas. Dark Ace serve como o comandante dos Talons Cyclonianos. Um guerreiro implacável, o Dark Ace não se contenta em apenas derrotar seus adversários, pelo menos não quando ele tem a oportunidade de fazer mais. Em sua primeira batalha com Aerrow, ele afirma que o vencedor de uma batalha é o único a sair vivo, mas ele deixa Aerrow viver simplesmente para prejudicar ainda mais o seu orgulho e fazer um ponto para os espectadores. Ao contrário de Ravess e Snipe, o Dark Ace mostra uma vontade de proteger Mestra Cyclonis mesmo à sua própria custa, demonstrando maior lealdade.
- Ravess

É uma alta líder do ranking Talon no exército Cycloniano. Considerada um modelo Cycloniano, Ravess é uma perfeccionista notória e rapidamente se irrita por qualquer coisa que possa interferir com a sua reputação, ainda mais quando se trata de uma invasão dos Cavaleiros Celestes, a incompetência de suas tropas, ou a estupidez de seu irmão Snipe. Como parte de sua servidão a Cyclonia, Ravess ganha o controle da Terra Bluster. No combate, Ravess é uma arqueira precisa e demonstra um notável amor pelo seu violino.
- Snipe

É um pateta, guloso, infantil, tongo e se acha muito poderoso. Não é uma pessoa particularmente brilhante (ele fala de si na terceira pessoa, de vez em quando), nem um piloto muito competente, Snipe compensa suas falhas com a força bruta e uma sincera dedicação para esmagar coisas. Snipe é irmão Ravess. Como um dos líderes dos Talons, Snipe ganha o controle da Terra Nimbus.
- Talons

O Talons Cyclonianos são um exército de soldados bem treinados, embora sejam uma forma típica de vilões, são inevitavelmente derrotados em massa com pouco esforço por parte dos heróis. Eles usam óculos vermelhos para cobrir os seus olhos e muitas vezes são loiros, no entanto, varia de um grau. Em combate aéreo, as tropas são muitas vezes conduzidas tanto por Dark Ace, quanto por Snipe ou Ravess, apesar de voarem por conta própria em várias ocasiões.
- Moss

É o diretor Cycloniano de uma prisão de segurança máxima localizada na Terra Zartacla. Ele lidera a caçada a Aerrow e Radarr quando estes, conseguem escapar de sua prisão. Em sua tentativa frustrada de apreendê-los, ele permite que os Storm Hawks invadam sua prisão e libertem todos os prisioneiros.
Moss voa em um Heli-Blade muito moderno em combate, que ele carinhosamente chama de "Bessie", e luta usando um poderoso cristal chicote, que pode cortar as árvores e qualquer coisa que cruze seu caminho, com muita facilidade. Moss, assim como a maioria dos Cyclonianos de Zartacla, fala com um sotaque texano.
- Hamish

Trabalha na prisão de segurança máxima na Terra Zartacla e serve como o braço direito do Sr. Moss. Ele está entusiasmado com seu trabalho, mas não é muito inteligente e raramente recebe reconhecimento pelo seu trabalho bem feito. Ele é mais um adestrador animal do que um assistente, e aparentemente só serve para dar alimentos a criaturas perigosas e, fazer a limpeza de suas jaulas. Hamish tem poucas falas, e tem uma voz meio pateta, sem inteligência.

### Raptors
O Raptors são lagartos humanoides empregados de Mestra Cyclonis. Parcialmente piratas e malandros, cumprem sua obrigação sob a ameaça que a sua casa, a Terra Bogaton, seria destruída de alguma forma. A promessa de riquezas e de acesso a terrenos de caça proporciona maior incentivo. 
- Repton

É o governante da Terra Bogaton. Seu sotaque é muito semelhante ao de Dinobot. Ele é o líder astuto entre seus três irmãos trapalhões. Seu hobby é querer derrotar o esquadrão dos Cavaleiros Celestes. Considerado desagradável e amargo, mesmo entre sua própria espécie, ele é um caçador experiente, astuto, paciente e conduzido. No entanto, em perseguição a uma presa, Repton muitas vezes ignora o perigo óbvio até que, inevitavelmente, é tarde demais para evitá-lo. Repton usa um cristal de energia movido a boomerang na batalha, que se torna um anel de energia ígnea, quando acionada. Ele também pode atuar como uma arma curva reduzindo, um pouco como uma cimitarra acentuadamente curvos.
Repton se recusa a acreditar Hoerk, Spitz, e Leugey são mesmo seus irmãos, devido a sua incompetência e normalmente eles lhe são um tremendo aborrecimento. De acordo com os seus irmãos, a única razão Repton não matá-los é porque a mãe lhe fez prometer que não o faria.
- Leugey

É o Raptor mais nervoso e aparentemente o mais atento do time, pois muitas das vezes é o primeiro do grupo a perceber quando algo de ruim vai acontecer, mas quase sempre acaba ignorado até que seja tarde demais. Sendo o mais jovem e o bode expiatório do grupo, ele tende a ser responsabilizado por qualquer falha, independentemente se ele foi o responsável ou não. Exemplos de sua insensatez são quando ele despeja um caixote cheio de cristais de fogo no núcleo de um vulcão, quando ele foi instruído a colocá-los um de cada vez, fazendo assim, o vulcão a entrar em erupção, outro exemplo é quando ele fez seus irmãos voarem acima da fileira de árvores sobre Bogaton, fazendo seu grupo ser atingido pelo suas próprias antidefesas aéreas.
- Spitz

É magro, mal-humorado e fala com a língua presa. Foi dele a ideia de querer derrubar Repton, devido o tratamento que ele faz a Hoerk e Lugey. Em uma abordagem surpresa eles tentam enfrentar Repton, mas rapidamente correm para salvar suas vidas quando Repton volta-se contra eles e começa a persegui-los.
- Hoerk

É o mais alto e mais forte Raptor, mais ainda do que Repton. No entanto, ele não tem a inteligência e as habilidades de combate de seu líder. Ele ajudou seus dois irmãos Lugey e Spitz para tentar bater Repton, mas não conseguiu.

## Terras
| Terras             | Descrição |  |
| ------------------ | --- |  |
| A Grande Extensão  | A Grande Extensão (em inglês, Great Expanse) é uma expansão aparentemente infinita de instabilidade do terreno, que bloqueia os pulsos de navegação do Pulso do Tempo de Glockenchime e o sol é quase constante, impedindo a navegação por meio de marcadores estelares. Estes efeitos são criados por vazamento da ilusão das sereias celestes, que atraem as naves para destruir a tripulação, com os mais velhos desejos tentadores. |  |
| Amazônia           | A Terra Amazônia é uma terra coberta por florestas virgens. De acordo com a Piper, é um mundo longe de outras terras. |  |
| Aquinos            | Aquinos é a casa do esquadrão Neck Deeps. Os habitantes nativos da terra são inteligentes e humanóides metade-homem/metade-peixes. |  |
| As Terras Perdidas | As Terras Perdidas (em inglês, The Wastelands) são o chão sob as nuvens do Atmos. Elas são essencialmente um fluxo de magma gigante, com várias formações rochosas íngremes e gêiseres de lava resultante da instabilidade do terreno. As Terras Perdidas estão cheias de criaturas hostis a se adaptar a ele. Entre aqueles que se vêem são enguia grande,-como criaturas que vivem na lava. Finn também menciona a "mosca escorpião" e as formigas "elefante" que os outros moradores. |  |
| Atmosia            | A Terra Atmosia é a casa do Conselho Celeste, e é lá que fica a torre do farol de pedra contendo a Pedra Aurora. Quem controlava esse lugar eram Red Eagles, até que seu líder, Carver, traíu sua tripulação. |  |
| Blizzaris          | A Terra Blizzaris, é a casa dos Zeros Absoluto. Com base no feedback dos Repton, em "Calor e Frio", o nome Blizzaris não se aplica a uma terra específica, mas sim a uma terra existente e transformada graças ao cristal Frost, na casa nova dos Blizzarians. Aparantemente primeiro foi conquistada pelos Cyclonianos, após o qual os Blizzarians simplesmente mudou-se para outra terra desabitada. |  |
| Bluster            | A Terra Bluster é uma terra Cycloniana conquistado e governado por Ravess. |  |
| Bogaton            | Terra Bogaton é a casa do Raptors. Bogaton tem o melhor sistema de defesa aérea em todo Atmos: uma rede de canhões de energia espalhadas sobre toda terra para detectar tudo o que acontece acima do treeline e derrubá-lo com precisão mortal (mesmo alvos tão pequenos quanto uma mosca). Devido a isso, as viagens de terra são uma necessidade dentro de suas fronteiras. O sistema não discrimina entre amigos e inimigos, portanto, os Raptors são forçados a aterrar de viagens também. Seus veículos, no entanto, são projetados para funcionar de forma eficaz em terrenos acidentados, assim eles ainda têm a vantagem. |  |
| Cyclonia           | Cyclonia é a casa do império da Mestra Cyclonis, formado em grande parte por um grande número de picos e montanhas. Com o crescente império Cycloniano, Cyclonia em si, é muito mais industrializada do que outros lugares. Eles também têm o maior exército no ambiente ao redor do Atmos. |  |
| Desfiladeiro Negro | O Desfiladeiro Negro (em iglês, Black Gorge) é uma fenda profunda, a luz solar não consegue chegar ao desfiladeiro e é uma região do Atmos ainda não identificada, bem acima das terras estéreis, mas não necessariamente localizada em uma determinada terra. |  |
| Fauna              | Mencionada no episódio "Honra de Escoteiro", era a Terra onde Stork deveria ter levado três meninos escoteiros para acampar. |  |
| Far Side           | Uma dimensão paralela do Atmos, com tecnologia superior e avançada, isolada do resto do planeta por imensas montanhas. É de onde vieram os Night Crawlers. Aerrow sobrevoou a região quando estava no espaço, no episódio "Estratosfera". Há uma passagem subaquática para o Far Side, nas profundezas do lago da Terra Aquinos, por onde, supostamente, Domiwick teria chegado ao Far Side, no episódio "Águas Escuras". Há uma porta secreta com um portal que leva ao Far Side, guardada por um monstro numa caverna da Terra Tropica, revelada pela primeira vez no episódio "Náufragos" e levada para Cyclonia pela Mestra Cyclonis, no episódio seguinte. Depois de conseguir a Pedra Oráculo (chave da porta do Far Side), Cyclonis vai para a dimensão avançada e traz um exército de Night Crawlers para tentar dominar o Atmos. Ao ser derrotada e perder sua própria Terra, ela foge para o Far Side e os Storm Hawks vão logo atrás. Os últimos segundos do episódio 52 revelam como é o Far Side internamente. |  |
| Fim dos Céus       | O Fim dos Céus (em inglês, Sky's End) é uma região inabitada, além das bordas dos territórios reconhecidos do Atmos. Nos tempos antigos, era repleta de dragões, que foram caçados intensamente e extintos pelos habitantes do Atmos. Mas quando os Storm Hawks chegam lá, depois de fugirem de várias tempestades, conhecem um guardião chamado Rinjiin, que protegia vários filhotes de dragões, os últimos da espécie. |  |
| Gale               | A Terra Gale é o lar dos Patos Rebeldes. Esta terra foi escravizada pelos Cyclonianos anos e é utilizada como uma das muitas fábricas para produzir equipamentos Cyclonianos. Os Storm Hawks ajudam a libertar os escravos rebeldes durante uma missão de reconhecimento. Todos os moradores têm um sotaque francês. |  |
| Glockenchime       | Terra Glockenchime é o lar do Pulso do Tempo, um sistema de navegação central para cada aeronave no Atmos. Tem uma torre do relógio maciça, equipada com os criadores do Pulso do Tempo, que mantêm o sistema. |  |
| Gruesomus          | Terra muito perigosa, repleta de florestas pantanosas e criaturas selvagens ferozes, onde Stork levou (por engano) os três escoteiros em "Honra de Escoteiro". Lá ele teve que enfrentar monstros controlados por Snipe. |  |
| Klockstoppia       | Terra Klockstoppia é o lar da Princesa Peregrine (ou Perry, como prefere ser chamada), uma garota exatamente idêntica à Piper. É uma Terra que proibia o uso de cristais, portanto, em termos de tecnologia, estava um pouco atrás em relação às demais Terras. Foi nessa Terra que ocorreu a primeira aparição dos Night Crawlers, que foram derrotados por Perry e os Storm Hawks. Em seguida ela decidiu assumir o controle total sobre o reino, que, até então, era governado pelo seu tutor, Regent. |  |
| Lyn                | Terra Lyn é o lar de Finn. |  |
| Merb               | Merb é uma massa de terra freqüentemente espancada com uma variedade de catástrofes naturais, a população Merb tende a ter uma visão prudente da vida. |  |
| Mesa               | Terra Mesa foi a antiga casa do esquadrão Interceptor, Starling foi membro do Esquadrão Interceptor. |  |
| Neon               | A Terra Neon é famosa por seu carnaval, pela salsa 24 horas por dia, buffets, parque de diversões, etc. Os Storm Hawks passaram por essa Terra inúmeras vezes. Em uma delas Stork mostra seu talento como músico e acaba salvando seus amigos de uma tremenda enrascada. Em outro episódio os Storm Hawks são treinados para melhorar suas habilidades e conseguir vencer alguns de seus muitos rivais, que haviam conseguido aumentar o poder de suas armas graças a um cristal inventado pela Mestra Cycloniana. |  |
| Nimbus             | A Terra Nimbus é a terra natal de Aerrow. Foi conquistada e governada por Snipe, posteriormente. "Nimbus" em latim significa "nuvem", que pode ser um indício a respeito de sua propriedade. |  |
| Polaris Pointe     | A formação rochosa pequena perto da Terra Amazônia, Polaris Pointe é importante devido ao fato de que o tráfego de naves deve viajar por ela para evitar tempestades, a Grande Extensão e a fronteira Cycloniana. Ravess construiu um canhão sônico na Terra,por esse motivo, assim poderia destruir qualquer nave que passasse por lá. Infelizmente para ela, o Storm Hawks foram capazes de afundar o canhão, demolindo completamente Polaris Pointe no processo. |  |
| Profunda           | Obscurecida por nuvens espessas, a Terra Profunda (em inglês, Terra Deep) está cheia de pedras, grutas profundas e montanhas por todos os lados, praticament impossível de se atravessar. Devido às suas características geográficas, a Terra Profunda não aparece em nenhum mapa atual, contudo Stork conseguiu recuperar um mapa com mais de 200 anos de antiguidade. Os Agressores das Trevas, um bando de piratas, fizeram da Terra Profunda sua casa, assaltando barcos e deixando restos espalhados sobre a paisagem. Devido às densas nuvens, a pressão atmosférica aumenta à medida que se desce até que a nave seja finalmente destruída. |  |
| Ray                | É uma terra Terra caracterizada pela grande quantidade de tempo ensolarado. Aerrow sugeriu fazer uma viagem lá depois de sobreviver ao Desfiladeiro Negro. |  |
| Rex                | Terra Rex é onde ele começou a Knights of the Sky, embora o órgão de gestão dos Cavaleiros Celestes, desde então, mudou-se para Atmos. Terra Rex é o lar dos Guardiões Rex. Entre suas características estão um grande palco ao ar livre para o duelo e salas de jantar para os visitantes. |  |
| Saharr             | Terra Saharr (sua aparência e nome refere-se ao deserto do Saara) é um grande deserto, terra de aparência semelhante à Austrália. |  |
| Taberna Celeste    | A Taberna Celeste (em inglês Skyside Shanty) é um cais com um barraco de síntese da Terra Aquinos e lar do tempero preferido dos pescadores celestes que trabalham no mar de nuvens, o Vinagre Exclusivo da Taberna Celeste Extra Potente com 4 vezes mais malte, famoso por ter sido usado por Stork para derrotar o Leviatã, um mostro que aterrorizava a terra por quase um século; sobretudo, o tempero está ligado ao combo de comida celeste, um prato enorme de várias coisas fritas. |  |
| Toledo             | A Terra Toledo foi mencionada brevemente no final do episódio "Terra Neon", embora os detalhes não sejam especificados. |  |
| Tranqua            | Snipe tem planos para lançar uma invasão na Terra Tranqua, uma terra muito pacífica, com utilização de crianças recrutadas pela Academia Talon, usando Cyclonia como propaganda. |  |
| Tropica            | Tropica está localizada no sudoeste. Como o nome sugere, Tropica parece um paraíso tropical com surf e natação no Atmos é equivalente ao Havaí ou qualquer outros locais tropicais. |  |
| Tundras            | A Terra Tundras é um dos dois dos três lugares mais produtivos do Atmos em minas de cristal, que em ambos os casos, está sob o controle Cycloniano. |  |
| Vapos              | Vapos segue um modelo de sociedade da Grécia antiga. Vapos foi praticamente destruída quando um terremoto abriu uma enorme cratera, liberando um exército de morcegos humanóides. O povo de Vapos são magicamente ligados à terra, e portanto, nenhum objeto pode sair de lá sem que seja vaporizado e retorne ao seu lugar de origem. |  |
| Xerxxes            | No episódio "Velocidade" Dark Ace disfarçou-se como um cavaleiro celeste da Terra Xerxxes, a fim de se infiltrar na Grande Corrida em Terra Saharr. |  |
| Xoam               | Parece uma selva coberta de terra antiga, Xoam é o lar para os mistérios subterrâneos e misteriosas ruínas da Cidade Proibida. Os construtores originais encheram a cidade de armas e armadilhas perigosas. A única maneira de sobreviver é lembrar que as primeiras impressões nem sempre são as corretas e nada é o que parece. |  |
| Wallop             | É a terra natal de Junko, casa do Wallops. Junko também teve que ir para ter um dente extraído. Os dentistas aqui não são como os outros, mas utilizam a aplicação de tortura para obter diretamente um dente. |  |
| Wayside            | À beira da estrada é uma das paradas e veículos de gordura nas rotas comerciais que funcionam entre as terras. A especialidade é caseira estilo Wayside Atmos. |  |
| Zartacla           | Zartacla é uma terra pantanosa onde as florestas Cyclonianas são uma prisão de alta segurança. |  |

## Cristais
Quase todos os dispositivos mecânicos dos Storm Hawks e do Atmos precisam de um cristal para funcionar. Existe uma enorme variedade de cristais, variando em formas e cores, e cada um deles possui diferentes efeitos. Todos os cristais são refinados em formas utilizáveis, a partir de materiais brutos.
Abaixo alguns dos inúmeros cristais existentes no Atmos:
- Pedra Aurora - Um cristal capaz de gerar energia que vai muito além de qualquer outro, esta pedra é roubada no primeiro turno a potência do motor Cyclonis Master 'Tempestade e destruída no mesmo episódio.
- Cristal de Fogo - Dá propriedades de armas de fogo.
- Cristal de Gelo - Ao usar armas, cria correntes de gelo que o usuário pode controlar. Chamados 'icers, essas armas de fogo permitem o congelamento de explosões de energia.
- Cristal Bloqueador - que suspende temporariamente os efeitos de outros cristais.
- Cristal Croma - Pode mudar o cabelo e as roupas até que o contato for perdido.
- Cristal de Disfarce - Causa invisibilidade ou disfarces se o vidro estiver intacto.
- Cristal de Clonagem - Um artefato raro que cria clones do titular, quando expostos à luz solar. Os clones produzidos por este cristal irão interagir e sentir o sofrimento dos outros uma vez. Com o uso demasiado, o cristal pode se deteriorar, até que finalmente seja destruído. Seus clones são destruídos por exposição à energia do Cristal Lunar.
- Cristal de Cozimento - Usado para cozinhar ou como explosivos improvisados em grandes quantidades.
- Chuvisco Cristais - Cria nuvens no céu aberto ou galões de água em espaços confinados.
- Cristal de Máquina - Cristal genérico usado para portadores de energia e bombas de sucção.
- Cristal de Energia - Aumenta o poder de qualquer cristal que você toque.
- Cristal Potenciador - Pedras especiais projetadas pela Mestra Cyclonis para aumentar a capacidade do usuário e as armas por um fator de cem.
- Cristais de Erupção - Pode fazer objetos explodir.
- Cristal Flecha de Fogo - Cristais Flecha de Fogo são o equivalente de cristais frente Cyclonian, produzidos em massa pela regra para uso em armas Cyclonianas. Sua eficácia varia dependendo da forma como eles são refinados, as versões mais alto grau são capazes de formar nuvens destrutivas de uma liberação de energia.
- Cristal Flutuante - Serve para a colocação de objetos.
- Cristal de Fornalha - Baixa geração de calor, comparáveis aos incêndios.
- Cristais de combustível - de baixo grau, cristais moderadamente voláteis podem ser usados para veículos menores.
- Cristal Geiser - criam grandes erupções de água.
- Pedra Helix - De acordo com a Piper, é o mais poderoso cristal imaginável. Sua existência é duvidosa, no entanto.
- Cristal de Hipnose - indutores.
- Pedra do Infinito - Apenas dois foram encontrados, o objetivo é desconhecido.
- Cristal Sugador - Cristais Sugadores (ou "sanguessugas"), drenam a energia de outros cristais, depois há explosão de uma certa quantidade de drenagem.
- Cristal de Levitação - Porque levitação, embora mais poderoso e fácil de usar.
- Cristal Lunar - Contrapartida de cristais Solares.
- Cristal de Mensagem - revela mensagens armazenadas dentro do cristal.
- Cristal Nimbus - a criação de cobertura de nuvens, semelhantes aos cristais de chuvisco.
- Cristal Nitro - O aumento de dez vezes da velocidade do veículo durante alguns segundos.
- Cristal de Esquecimento - faz o sujeito perder a memória. Por alguma razão, eles não funcionam se o alvo é ou era uma vez próximo do usuário, ou seja, se os dois eram amigos.
- Pedra Oráculo - possuído pelo espírito do mesmo nome, mostra ao usuário o futuro. Aerrow libera o Oráculo para evitar um futuro desagradável, por isso a pedra se torna inútil. Depois é revelado que ela é a chave da porta que leva ao Far Side.
- Pedras Paralisantes - Paralisa qualquer sujeito.
- Cristal Fênix - Espalha intensa produção de fogo. Ele também atrai a grande Fênix, que são zelosamente guardiãs do cristal
- Cristais Brutos - cristais em seu estado natural, depois de ser extraído.
- Cristal de Fumaça Arco-íris - causa efeito de fumaça multi-colorida, geralmente usado para o entretenimento.
- Cristal Escudo - Cria escudos de energia de intensidade variável e de cores para utilização em naves transportadoras.
- Cristais Baba - Seus produtores, por vezes combinado com cristais da erupção.
- Cristais Solares - A luz dá-lhe poder.
- Frente de Vidro - Defender cristais básicos são cristais de armas, visto em muitas cores.
- Cristal Swarm- Converte objetos em insetos nojentos.
- Pulse do Time - Localizado no coração da torre do relógio na enorme torre da Terra Glockenchime, o cristal emite um pulso de tempo constante, dos quais as aeronaves dependem para a navegação.
- Cristais de Velocidade - aumentam a velocidade do veículo.
- Cristal do Tempo - Cristais de tempo elementar são cristais de armas, dando propriedades adequadas, com base do tipo.
- Pedra dos Ventos - Geração de vento; combinado com outras armas podem criar tornados.